# 君蘭社区
君蘭社区（くんらんしゃく）は、仏山市順徳区北滘鎮の社区。面積は5.748 km2。

## 地理
仏山市順徳区北滘鎮の北東部に位置している。

## 交通
- 地下鉄の駅：
- バス：

## 施設
- 和美術館[1]：2020年開館の安藤忠雄によるデザインされた美術館。 円形の建築は調和、ランドスケープは水が主題。